# پلی‌دیوکسانون
پلی دیوکسانون یا به اختصار (PDS) یک نخ بخیه مصنوعی، قابل جذب و تک رشته ای است که از پلیمر پارادیوکسانون ساخته شده است. پیکربندی تک رشته ای آن امکان عبور آسان تر از بافت، کاهش واکنش بافتی و کاهش خطر عفونت زخم را فراهم می کند. این پیکربندی همچنین به دلیل کاهش ضریب اصطکاک، هندلینگ و استحکام گره را کاهش می دهد.

## شیمی
از نظر شیمیایی، پلی دیوکسانون پلیمری از واحدهای اتر-استر تکرار شونده است. با پلیمریزاسیون حلقه باز مونومر p-دیوکسانون به دست می آید. این فرآیند به گرما و یک کاتالیزور آلی فلزی مانند زیرکونیوم استیل استون یا زینک ال لاکتات نیاز دارد. با دمای انتقال شیشه ای در محدوده 10- و 0 درجه سانتیگراد و بلورینگی حدود 55٪ مشخص می شود. برای تولید بخیه ها، پلی دیوکسانون به طور کلی به الیاف اکسترود می شود، با این حال باید مراقب بود که پلیمر تا پایین ترین دمای ممکن پردازش شود تا از پلیمریزاسیون خود به خود به مونومر جلوگیری شود. گروه اکسیژن اتر در ستون فقرات زنجیره پلیمری مسئول انعطاف پذیری آن است.

## کاربرد های پزشکی
پلی دیوکسانون برای کاربردهای زیست پزشکی، به ویژه در تهیه نخ های بخیه جراحی استفاده می شود. سایر کاربردهای زیست پزشکی شامل ارتوپدی، جراحی فک و صورت، جراحی پلاستیک، دارورسانی، کاربردهای قلبی عروقی و مهندسی بافت است. به عنوان مثال، با استفاده از الکتروریسی، ماهیت انعطاف پذیر این پلیمر امکان کنترل ساختار آن را فراهم می کند و می تواند در کاربردهایی مانند داربست بافت مورد استفاده قرار گیرد.

## ویژگی های کاربردی به عنوان نخ بخیه

### جذب کند
جذب تا روز نود بعد از عمل ناچیز است و جذب کامل تقریباً 6 ماه طول می کشد

### حفظ استحکام کششی  برای مدت طولانی
این استحکام کششی اولیه بیشتری نسبت به پلی گلیکولیک اسید و پلی گلاکتین  دارد. این نخ بخیه ممکن است در زخم های تحت کشش بیشتر یا زخم هایی که نیاز به حمایت پوستی طولانی مدت دارند مفید باشد. در واقع، حمایت طولانی مدت پوست برای حداقل 6 ماه با کاهش ایجاد اسکار همراه بوده است.

### امنیت گره
دارای ضعیف ترین امنیت گره در بین بخیه های قابل جذب مصنوعی است.

### واکنش پذیری کم
واکنش پذیری پایینی دارد و یکپارچگی را در بافت های عفونی و در ادرار حفظ می کند، بنابراین اغلب در جراحی مثانه استفاده می شود.

## جذب زیستی
در اثر هیدرولیز تجزیه می شود و محصولات نهایی عمدتاً از طریق ادرار دفع می شوند و باقیمانده توسط دستگاه گوارش دفع می شوند یا به صورت CO2 بازدم می شوند.

## استریل
مواد ساخته شده از پلی دی اکسانون را می توان با اتیلن اکسید استریل کرد.